# Permanent Waves
Permanent Waves je sedmé studiové album kanadské rockové skupiny Rush, vydané 1. ledna 1980. Album bylo nahráno v Le Studio, Morin Heights, Québec a mixováno v Trident Studios v Londýně. Album se stalo prvním albem Rush, které se umístilo v žebříčku US Top 5 album, kde se umístilo jako #4 a bylo jejich pátým albem, oceněným za prodej jako Zlaté (respektive Platinové).

## Seznam stop
Texty napsal Neil Peart, kromě "Different Strings" (Geddy Lee); hudbu složili Alex Lifeson a Geddy Lee.
1. "The Spirit of Radio" – 4:57
2. "Freewill]" – 5:24
3. "Jacob's Ladder" – 7:26
4. "Entre Nous" – 4:36
5. "Different Strings" – 3:48
6. "Natural Science" – 9:17
  - I: "Tide Pools" – 2:21
  - II: "Hyperspace" – 2:47
  - III: "Permanent Waves" – 4:08

## Obsazení
- Geddy Lee – baskytara, Oberheim 8 Voice Synthesizer, Minimoog a Taurus pedals, zpěv
- Alex Lifeson – kytary, Taurus pedals
- Neil Peart – bicí, perkusy, návrh obalu alba